# Manny
Manny (en hangul, 매니) es una serie de televisión surcoreana de comedia emitida en 2011 sobre un atractivo niñero que llega desde Nueva York a Seúl momentáneamente para promocionar un libro, pero por desgracia se queda ahí y continuar su vida, siendo contratado para cuidar unos niños y encontrando el amor.
Es protagonizada por Seo Ji Seok, Choi Jung Yoon, Byun Jung Soo, Jung Da Bin y Goo Seung Hyun. Fue transmitida en su país de origen por la cadena de cable tvN desde el 13 de abril hasta el 2 de junio de 2011, finalizando con una extensión de 16 episodios, emitidos cada miércoles y jueves a las 21:00 (KST).

## Argumento
Un graduado de la Ivy League de apariencia perfecta, Kim Yi Han (Seo Ji Seok) se convierte en niñero en Estados Unidos, su fama traspasa las fronteras decide lanzar un libro sobre como cuidar niños; él decide viajar desde Nueva York a Corea para promocionarlo, pero un traspié hace que se quede en Seúl, hasta que su problema se solucione.
Decide rehacer su vida y es contratado por Seo Do Young (Choi Jung Yoon) para cuidar de sus dos hijos pequeños, Eun Bi (Jung Da Bin) y Jung Min (Goo Seung Hyun), con quien no se llevan muy bien, pero con el paso del tiempo se encariñan y el a su vez el comienza a desarrollar sentimientos por Do Young, además de sentir a Eun Bi y Jung Min como sus hijos, aunque no lo sean realmente.

## Reparto

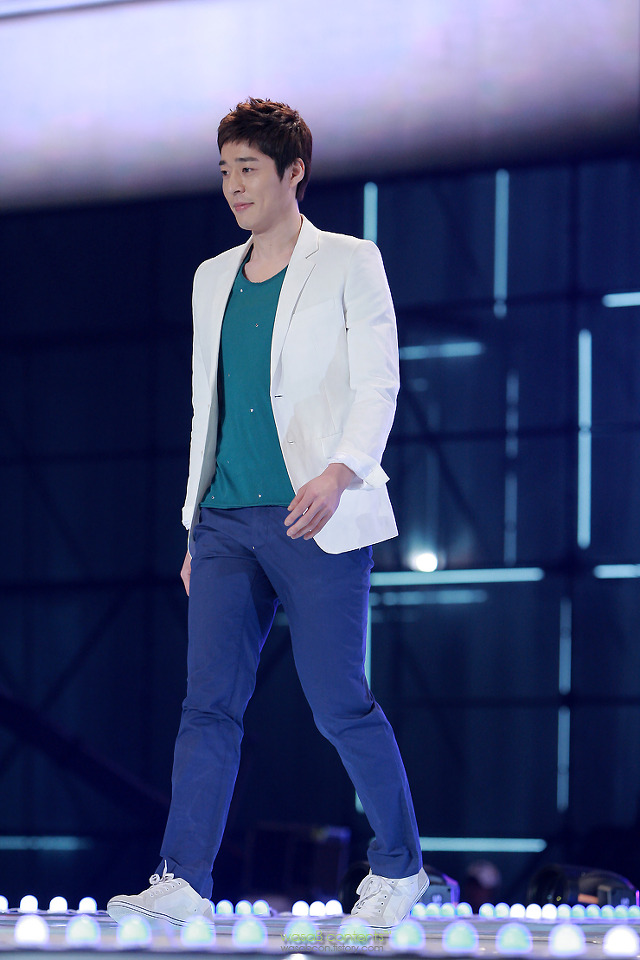
El actor Seo Ji Seok quien interpreta a Manny.

### Principal
- Seo Ji Seok como Kim Min Han (Manny).[4]
- Choi Jung-yoon como Seo Do Young.
- Byun Jung-soo como Janice.

### Secundario
- Jung Da Bin como Oh Eun Bi.
- Goo Seung Hyun como Oh Jung Min.
- Kim Sook como Goo Hyun Jung.
- Seo Woo Jin como Lee Joon Ki.
- Park Joon Hyuk como Padre de Eun Bi y Jung Min.
- Jin Seo Yeon como Shin Gi Roo.
- Park Hyuk Kwon.
- Jin Seo-yeon como Shin Gi-roo.[5]

## Emisión internacional
- Chile: Mega (2012).[6]
- Ecuador: Ecuavisa.
- Taiwán: EBC (2011).[7]
- Venezuela: Televen.